# Iglesia de San Martín (Arlucea)
La iglesia de San Martín de Arlucea, en el municipio de Bernedo (Provincia de Álava, España) es el resultado de sucesivas intervenciones de ampliación y adecuación a nuevas necesidades. Presenta una estructura compleja en la que se superponen las diferentes etapas del templo, que recorren un largo espacio de tiempo. El primero de ellos podría corresponder al siglo XIII, del que conserva considerables elementos en estilo románico tardío. A éstos se superponen otros, de los sucesivos siglos, hasta principios del XVIII; en estilos gótico, renacentista y barroco, siendo el románico-gótico el que se corresponde con el volumen mayor de la obra.
Asentada sobre roca viva, consta de un cuerpo principal, el de la nave, y una serie de elementos adosados por sus caras sur y este. En su cara sur se disponen el pórtico y la torre; y en su extremo este se dispone la sacristía, que no es otra cosa que el ábside del templo primitivo. Presenta muros de sillería, sillarejo y mampostería que permiten identificar distintas fases de la obra.

## Descripción
El templo presenta planta rectangular, nave única de tres tramos, y ábside ochavado. Se levanta, en parte, sobre los restos de estructuras del antiguo templo románico. La nave se cubre con una sucesión de tres bóvedas estrelladas con claves sin decorar, de la segunda mitad del siglo XVI, apoyadas en ménsulas sencillamente decoradas con dentículos o rosetas geométricas. Una última bóveda, también nervada cubre el altar en forma de medio ochavo. El coro, posiblemente obra del siglo XVI, con un único arco escarzano apoyado sobre pilastras con basas y jambaje de molduras al gusto gótico. Dispone de dos portadas, ambas en su lateral sur: la primitiva, tapiada al exterior pero visible desde el interior, con sus apoyos y arquivoltas, y su decoración a base de motivos vegetales y animales, sirve en la actualidad de baptisterio; y la portada actual, abierta hacia el pórtico, está realizada con arco de medio punto con tres arquivoltas baquetonadas.
En el extremo este, detrás del actual presbiterio, se ubica la sacristía, que es el ábside recto del primitivo templo protogótico, que conserva a su vez, estructuras y elementos decorativos reutilizados, de época románica. Se cubre con dos tramos de bóveda de medio cañón apuntado, con arco fajón apoyado en ménsulas simples. Dispone de dos ventanas hoy cegadas: una lateral y la otra en la cabecera. Esta última, es un amplio ventanal, con parteluz destruido, con dos arquivoltas ligeramente apuntadas sobre cuatro esbeltas columnillas, todas ellas decoradas. La del lateral sur, de seis columnas exentas decoradas con motivos vegetales, animales y geométricos, y la arquivolta exterior (la tercera) y el alféizar decorados con clavos.
A lo largo de todo su lateral sur, se le adosa un pórtico románico con ocho arcos de medio punto realizados en piedra de sillería, cuatro de ellos tapiados, y uno ligeramente apuntado. Entre los arcos dispone de contrafuertes exteriores con canecillos de época románica: mascarones y figuras monstruosas. Y en el interior de los arcos cegados, rostros humanos y adornos vegetales en impostas y apoyos.
En el ángulo sudoeste, se dispone la torre, que se corresponde con una de las últimas etapas de construcción. Se divide en tres cuerpos. En el superior se ubica el campanario con vanos de medio punto. En la actualidad, la remata un agudo chapitel moderno.